# Гуйчжоу (футбольний клуб)
ФК «Гуйчжоу» (кит.: 貴州足球俱樂部) — колишній китайський футбольний клуб з Гуйяна, заснований у 1992 році. Домашні матчі приймав на Олімпійському спортивному центрі Гуйяна, потужністю 51 636 глядачів. Розформований у 2022 році.

## Назва
- 1992—2015 — Гуйчжоу Чжичен (贵州智诚)
- 2016—2017 — Гуйчжоу Хенфен Чжичен (贵州恒丰智诚)
- 2018—2020 — Гуйчжоу Хенфен (贵州恒丰)
- 2018 —2022 — «Гуйчжоу» (貴州足球俱樂部)